# Hej Nostradamus!
Hej Nostradamus!  (eng. Hey Nostradamus! 2003) er en roman af Douglas Coupland hvis omdrejningspunkt er et fiktivt skoleskyderi i en forstad til Vancouver, Canada i 1988 og det der følger efter af sorg og ensomhed. Bogen, der blev udgivet i 2003, er Couplands mest kritikerroste udgivelse og indeholder fire forskellige førstepersonsfortællinger fra forskellige karakterer, der på forskellig vis blev påvirket af skyderiet. Romanen bearbejder flere vægtige temaer som fx kærlighed mellem teenager, sex, religion og sorg.

## Plot
Romanen følger ofre og efterladte fra tragedien på en skole i North Vancouver i 1988. Coupland, der har givet udtryk for, at han ikke mente, at ofrene for massakren på Columbine High School fik nok opmærksomhed i sammenligning med gerningsmændene, skrev denne roman for at rette op på dette misforhold, han så. Romanen er inddelt i fire dele med hver sin fortæller og fokus.